# Hashima
Hashima (羽島市) é uma cidade japonesa localizada no extremo sul da província de Gifu.
Em 1 de Outubro de 2007 a cidade tinha uma população estimada em 67 091 habitantes e uma densidade populacional de 1250,8 h/km². Tem uma área total de 53,64 km².
Recebeu o estatuto de cidade a 1 de Abril de 1954.
A cidade de Hashima possui uma estação de shinkansen chamada Gifu Hashima. Além disso, possui estações da linha meitetsu: Shin Hashima, Egira, Hashima shiyakusho mae, Takehana, Fuwashiki, Suka e Minami juku. É possível seguir direto até Gifu ou fazer baldeção em Kasamatsu para seguir até Nagoya.